# Automotrice M2 serie 100
L'automotrice M2 serie 100 è un rotabile automotore articolato, a carrelli e con motorizzazione diesel, delle Ferrovie Calabro Lucane costruita dalle Officine Meccaniche Reggiane.

## Storia
Le automotrici articolate M2.100 vennero ordinate in numero di 12 unità alle Reggiane, nel 1938, dalla società Mediterranea Calabro Lucane allo scopo di ammodernare i convogli sulle proprie linee ferroviarie anche in conseguenza del successo ma anche dei limiti insiti nel servizio svolto con le Emmine. All'inizio degli anni quaranta ne vennero costruite e consegnate solo 2 unità alle Ferrovie Calabro Lucane che si trovarono loro malgrado ad affrontare un periodo difficile, data l'entrata in guerra dell'Italia, per cui dopo la consegna, il collaudo e l'immatricolazione come M2.101-102 le accantonarono ed immisero in servizio solo dal 1948 sulle linee baresi. Non ebbero una buona riuscita per la loro difficoltà all'iscrizione sulla rete MCL, in cattivo stato e con troppe curve mal raccordate per cui vennero accantonate già nel 1952. Rimaste per circa vent'anni a Bari Scalo, furono demolite nel 1973.

## Caratteristiche
Erano automotrici articolate a tre casse, le due estreme destinate al servizio viaggiatori e la centrale che ospitava il motore (un OM tipo BZD a 12 cilindri a V da 220,6 kW), la trasmissione meccanica Ansaldo e l'unica cabina di guida, sopraelevata. L'elemento centrale poggiava su due assi motori, articolati secondo il sistema Bissel coadiuvato da snodi sferici; le due casse d'estremità poggiavano su una ralla e su un asse portante. Le due automotrici fornivano oltre 100 posti a sedere e raggiungevano la velocità di 72 km/h; potevano essere accoppiate, ma non in comando multiplo.